# John Vanbrugh
 John Vanbrugh (ur. 24 stycznia 1664 w Londynie, zm. 26 marca 1726 tamże) – angielski architekt i dramaturg.

## Życiorys
Jeden z pierwszych angielskich architektów barokowych. Znany z projektu Blenheim Palace. Autor dwóch komedii z okresu po restauracji monarchii w Anglii, The Relapse (1696) i The Provoked Wife (1697), które zdobyły ówcześnie dużą popularność, głównie ze względu na swoją kontrowersyjność.
Jako zadeklarowany wig był zwolennikiem obalenia Jakuba II i umieszczenia na tronie Wilhelma Orańskiego, aby bronić panującego systemu parlamentarno-gabinetowego.
Sztuki teatralne jego autorstwa wywoływały liczne skandale. Vanbrugh stawał w obronie praw kobiet, jednocześnie eksponował seksualny aspekt kontaktów małżeńskich, za co bywał atakowany przez innych ówczesnych pisarzy.